# Вайська
Вайська (серб. Вайска) — село в Сербії, належить до общини Бач Південно-Бацького округу в багатоетнічному, автономному краю Воєводина.

## Населення
Населення села становить 3253 особи (2002, перепис), з них:
- серби — 1319 — 41,62%;
- румуни — 569 — 17,95%;
- хорвати — 353 — 11,13%;
- мадяри — 341 — 10,76%;

Решту жителів  — з десяток різних етносів, зокрема: македонці, румуни, німці і кілька десятків русинів-українців.